# Broughton Island, Nunavut (Hudson Bay)
Broughton Island är en ö i Kanada.   Den ligger på östra sidan av Hudson Bay i territoriet Nunavut, i den östra delen av landet, 1 300 km norr om huvudstaden Ottawa. Arean är 41 kvadratkilometer.
Terrängen på Broughton Island är platt. Öns högsta punkt är 125 meter över havet. Den sträcker sig 16,9 kilometer i nord-sydlig riktning, och 7,1 kilometer i öst-västlig riktning.
Trakten runt Broughton Island består i huvudsak av gräsmarker.